# Linz Urfahr
Linz Urfahr (niem: Bahnhof Linz Urfahr) – stacja kolejowa w Linz, w kraju związkowym Górna Austria, w Austrii. Został otwarty w dniu 18 października 1888 roku. Znajduje się w dzielnicy Urfahr i jest stacją początkową dla Mühlkreisbahn.
W budynku dworca znajduje się poczekalnia z nieczynnymi kasami. Na peronach znajdują się automaty biletowe. Istnieje również toaleta publiczna. Znajduje się tu również parking Park&Ride oraz centrum przesiadkowe.
Do terenu dworca przylega dworzec kolei górskiej Pöstlingbergbahn (Bergbahnhof Urfahr), niegdyś będący stacją początkową tej linii, natomiast obecnie przekształcony na muzeum.